# Проблема Варинга
Проблема Варинга — теоретико-числовое утверждение, согласно которому для каждого целого {\displaystyle n>1} существует такое число {\displaystyle k=k(n)}, что всякое натуральное число {\displaystyle N} может быть представлено в виде:
{\displaystyle x_{1}^{n}+x_{2}^{n}+\ldots +x_{k}^{n}=N\quad }
с целыми неотрицательными {\displaystyle x_{1},\;x_{2},\;\ldots ,\;x_{k}}.
Как гипотеза предложена в 1770 году Эдуардом Варингом, доказана Гильбертом в 1909 году. Уже после доказательства вокруг вопросов, как связанных с доказательством основной проблемы, так и с различными вариантами и обобщениями, проведено значительное количество исследований, в рамках которых получены примечательные результаты и развиты важные методы; в Математической предметной классификации проблеме Варинга и связанным с ней исследованиям посвящён отдельный раздел третьего уровня.

## Основные результаты
До XX века проблему удавалось решить только в частных случаях, например, теоремой Лагранжа о сумме четырёх квадратов установлено {\displaystyle k=4} для проблемы в случае {\displaystyle n=2}.
Первое доказательство справедливости гипотезы было дано в 1909 году Гильбертом, оно было весьма объёмным и строилось на сложных аналитических конструкциях, включая пятикратные интегралы.
В 1920 году новое доказательство этой же теоремы дали Харди и Литлвуд, разработав для этого специальный круговой метод. Они ввели две функции — {\displaystyle g(n)} и {\displaystyle G(n)}; {\displaystyle g(n)} — наименьшее {\displaystyle k} такое, что проблема Варинга разрешима при {\displaystyle N\geqslant 1}; {\displaystyle G(n)} — наименьшее {\displaystyle k} такое, что проблема Варинга разрешима при {\displaystyle N\geqslant N_{0}(n)}. (Ясно, что {\displaystyle G(n)\leqslant g(n)}.) Харди и Литтлвуд дали для {\displaystyle G(n)} оценку снизу {\displaystyle n<G(n)}, которая по порядку и по константе в общем случае не улучшена по состоянию на 2010-е годы, и оценку сверху, которая впоследствии была радикально улучшена. Эта функция с тех пор называется функцией Харди. Они также получили асимптотическую формулу для числа решений проблемы Варинга.
Таким образом, в результате исследования проблемы Варинга были разработаны мощные аналитические методы. Однако Линник в 1942 году нашёл доказательство основной теоремы на базе элементарных методов.
Функция {\displaystyle g(n)} известна.
Для более фундаментальной функции {\displaystyle G(n)} получен ряд оценок сверху и снизу, однако её конкретные значения неизвестны даже для малых {\displaystyle n}.

### Функцияg(n)
Иоганн Эйлер, сын Леонарда Эйлера, предположил около 1772 года, что:
{\displaystyle g(n)=2^{n}+[(3/2)^{n}]-2}.
В 1940-е годы Леонард Диксон, Пиллай (англ. Subbayya Sivasankaranarayana Pillai), Рубугундай (англ. R. K. Rubugunday) и Нивен с учётом результата Малера (нем. Kurt Mahler) доказали, что это верно за исключением конечного числа значений {\displaystyle n}, превышающих 471 600 000. Существует гипотеза, что эта формула верна для всех натуральных чисел.
Несколько первых значений {\displaystyle g(n)}:
1, 4, 9, 19, 37, 73, 143, 279, 548, 1079, 2132, 4223, 8384, 16 673, 33 203, 66 190, 132 055, …
Примечательно, что, например, для {\displaystyle n=3} только числа 23 и 239 не представимы суммой восьми кубов.

### ФункцияG(n)
В 1924 году Виноградов применил к проблеме Варинга свой метод тригонометрических сумм, это не только сильно упростило доказательство, но и открыло путь к принципиальному улучшению оценки для {\displaystyle G(n)}. После целого ряда уточнений он в 1959 году доказал, что:
{\displaystyle G(n)<2n\log n+4n\log \log n+2n\log \log \log n+13n}.
Применяя сконструированную им {\displaystyle p}-адическую форму кругового метода Харди — Литтлвуда — Рамануджана — Виноградова к оценкам тригонометрических сумм, в которых суммирование ведётся по числам с малыми простыми делителями, Карацуба в 1985 году улучшил эту оценку. При {\displaystyle n\geqslant 400}:
{\displaystyle G(n)<2n\log n+2n\log \log n+12n}.
В дальнейшем оценку улучшил Вули, сначала в работе 1992 года, затем — в 1995 году:
{\displaystyle G(n)\leqslant n\log n+n\log \log n+2+O(n\log \log n/\log n)}.
Воган и Вули написали о проблеме Варинга объёмную обзорную статью, в которой результат Карацубы, опубликованный в 1985 году, относят к публикации Вогана 1989 года.
| Границы          |
| ---------------- |
| 4 ≤ G(2) ≤ 4     |
| 4 ≤ G(3) ≤ 7     |
| 16 ≤ G(4) ≤ 16   |
| 6 ≤ G(5) ≤ 17    |
| 9 ≤ G(6) ≤ 24    |
| 8 ≤ G(7) ≤ 33    |
| 32 ≤ G(8) ≤ 42   |
| 13 ≤ G(9) ≤ 50   |
| 12 ≤ G(10) ≤ 59  |
| 12 ≤ G(11) ≤ 67  |
| 16 ≤ G(12) ≤ 76  |
| 14 ≤ G(13) ≤ 84  |
| 15 ≤ G(14) ≤ 92  |
| 16 ≤ G(15) ≤ 100 |
| 64 ≤ G(16) ≤ 109 |
| 18 ≤ G(17) ≤ 117 |
| 27 ≤ G(18) ≤ 125 |
| 20 ≤ G(19) ≤ 134 |
| 25 ≤ G(20) ≤ 142 |

Фактически величина {\displaystyle G(n)} известна только для двух значений аргумента, именно {\displaystyle G(2)=4} и {\displaystyle G(4)=16}.

#### Сумма квадратов:G(2)
В соответствии с теоремой Лагранжа любое натуральное число можно представить в виде суммы четырёх квадратов целых чисел. Также легко показать, что числа, дающие остаток 7 при делении на 8, не представимы в виде суммы менее чем 4 квадратов. Таким образом {\displaystyle G(2)=4}.

#### Сумма кубов:G(3)
Легко доказать, что {\displaystyle G(3)\geqslant 4}. Это следует из того, что кубы всегда сравнимы с 0, 1 или −1 по модулю 9.
Линник доказал, что {\displaystyle G(3)\leqslant 7} в 1943 году.
Компьютерные эксперименты позволяют предположить, что эта оценка может быть улучшена до 4 (то есть {\displaystyle G(3)=4}), так как из чисел, меньших 1.3⋅109, последнее число, которое потребует шесть кубов это 1 290 740, и количество чисел между N и 2N, требующих пять кубов, падает при увеличении N с достаточно большой скоростью. Наибольшее известное число, которое, возможно, не представимо в виде суммы четырёх кубов, это 7 373 170 279 850, и есть основания думать, что это наибольшее такое число. Любое неотрицательное число можно представить в виде 9 кубов, и существует гипотеза, что наибольшие числа, требующие минимум 9, 8, 7, 6 и 5 кубов, это 239, 454, 8042, 1 290 740 и 7 373 170 279 850 соответственно, а их количество — 2, 17, 138, 4060, 113 936 676 соответственно.

#### Сумма четвёртых степеней:G(4)
Известно значение для {\displaystyle G(4)} — это 16. Этот результат доказал в 1930-е годы Дэвенпорт.
- Для чисел вида 31·16n необходимо по крайней мере шестнадцать четвёртых степеней.
- Число 79 требует 19 четвёртых степеней.
- Число 13 792 требует 17 четвёртых степеней.

Любое число, большее 13 792, может быть представлено в виде суммы не более чем шестнадцати четвёртых степеней. Это было доказано для чисел, меньших 10245 в 2000 году, а для остальных чисел в 2005 году улучшением результата Дэвенпорта.

#### Сумма пятых степеней:G(5)
617 597 724 — это последнее число, меньшее 1.3⋅109, которое потребует 10 пятых степеней, и 51 033 617 — это последнее число, меньшее 1.3⋅109, которое потребует 11.
На основании компьютерных экспериментов есть основания полагать, что {\displaystyle G(5)<G(4)}. 
Помимо точных значений {\displaystyle G(n)} открытым остаётся вопрос и о числе решений проблемы Варинга при заданных параметрах и ограничениях. В посвящённых этому вопросу работах возможны формулировки вида: «проблема Варинга для 9 кубов с почти равными слагаемыми».

## Обобщения

### Проблема Варинга — Гольдбаха
Проблема Варинга — Гольдбаха ставит вопрос о представимости целого числа суммой степеней простых чисел, по аналогии с проблемой Варинга и проблемой Гольдбаха.
Хуа Ло-кен, используя улучшенные методы Харди — Литлвуда и Виноградова, получил для числа простых слагаемых оценку сверху {\displaystyle O(n^{2}\log n)}.
На официальном сайте механико-математического факультета МГУ по состоянию на 2014 год утверждается, полное решение проблемы Варинга — Гольдбаха в 2009 году нашёл Чубариков, однако в единственной статье 2009 года даётся решение задачи, лишь в некотором смысле сходной с проблемой Варинга — Гольдбаха.

### Точность представления целого числа суммой степеней
Обобщением проблемы Варинга можно считать вопрос о точности представления целого числа суммой степеней целых, не решенный даже для степени равной {\displaystyle 2}.
Все натуральные числа, за исключением чисел вида {\displaystyle 4^{m}(8n+7),\;m,\;n=0,\;1,\;2,\;\ldots ,} представимы в виде {\displaystyle x^{2}+y^{2}+z^{2}}. Естественно возникает вопрос: как близко к заданному числу {\displaystyle N} можно подойти суммой двух квадратов целых чисел? Так как {\displaystyle (n+1)^{2}-n^{2}=2n+1} и правая часть этого равенства имеет порядок корня квадратного из {\displaystyle n^{2}}, то одним квадратом можно подойти к {\displaystyle N} на расстояние порядка {\displaystyle N^{1/2}}. Следовательно, суммой двух квадратов можно подойти к {\displaystyle N} на расстояние порядка {\displaystyle N^{1/4}}. А можно ли подойти ближе? Со времен Эйлера стоит эта задача «без движения», хотя есть гипотеза о том, что
{\displaystyle \min _{x,\;y\in Z}|N-x^{2}-y^{2}|\leqslant N^{\varepsilon },}
где {\displaystyle \varepsilon >0,\;\varepsilon } — любое, {\displaystyle N\geqslant N_{1}(\varepsilon )}. Заменить {\displaystyle 1/4} в предыдущем рассуждении на {\displaystyle 1/4-c} со сколь угодно малым фиксированным {\displaystyle c>0}, не удаётся, и эта, на первый взгляд, простая задача не продвигается с середины XVIII века.

### Многомерный аналог проблемы Варинга
В своих дальнейших исследованиях по проблеме Варинга Карацуба получил
двумерное обобщение этой проблемы. Рассматривается система уравнений:
{\displaystyle x_{1}^{n-i}y_{1}^{i}+\ldots +x_{k}^{n-i}y_{k}^{i}=N_{i},\quad i=0,\;1,\;\ldots ,\;n},

где {\displaystyle N_{i}} — заданные положительные целые числа, имеющие одинаковый порядок роста, {\displaystyle N_{0}\to +\infty }, а {\displaystyle x_{\varkappa },\;y_{\varkappa }} — неизвестные, но также положительные целые числа. Согласно двумерному обобщению, эта система разрешима, если {\displaystyle k>cn^{2}\log n}, а если {\displaystyle k<c_{1}n^{2}}, то существуют такие {\displaystyle N_{i}}, что система не имеет решений.

## Родственные задачи
В теории диофантовых уравнений близкими к проблеме Варинга являются задачи представления натурального числа суммой значений многочлена одной переменной и однородным многочленом нескольких переменных. Известно, что любое натуральное число представимо суммой трёх треугольных чисел {\displaystyle T_{n}={n+1 \choose 2}}, а все достаточно большие нечётные целые представимы трёхчленной квадратичной формой Рамануджана {\displaystyle x^{2}+y^{2}+10z^{2}}. Согласно теореме Лагранжа о сумме четырёх квадратов и теореме Лежандра о трёх квадратах и для того, и для другого требуется сумма не менее четырёх квадратов.
Проблемой Варинга в научных статьях могут называться и более частные задачи.